# Якоб Буск
Якоб Буск Єнсен (дан. Jakob Busk Jensen, нар. 12 вересня 1993, Копенгаген, Данія) — данський футболіст, воротар клубу «Норшелланн».

## Ігрова кар'єра

### Клубна
Якоб Буск народився у столиці Данії — місті Копенгаген і є вихованцем місцевого однойменного клубу. У травні 2013 року Буск дебютував у складі першої команди у матчах данської Суперліги. Але закріпитися в основі воротар не зумів, зігравши всього чотири матчі і у 2014 році відбув в оренду у інший данський клуб — «Горсенс».
2015 рік Буск також провів в оренді, граючи у клубі норвезької Тіппеліги «Саннефіорд». Орендний договір з норвезьким клубом закінчився наприкінці 2015 року.
У січні 2016 підписав повноцінний контракт з клубом німецької Другої Бундесліги «Уніон», що з Берліна. Через кілька років з командою зумів підвищитися до першої Бундесліги.

### Збірна
Якоб Буск з 2011 року грав за юнацькі збірні Данії різних вікових категорій. З 2013 по 2015 роки він був гравцем молодіжної збірної Данії.

## Досягнення
- Чемпіон Данії (1):

«Копенгаген»: 2012/13